# بيغ تولي عليا
بيغ تولي عليا هي قرية في مقاطعة شاهين دج، إيران. عدد سكان هذه القرية هو 222 في سنة 2006.